# 미시마섬

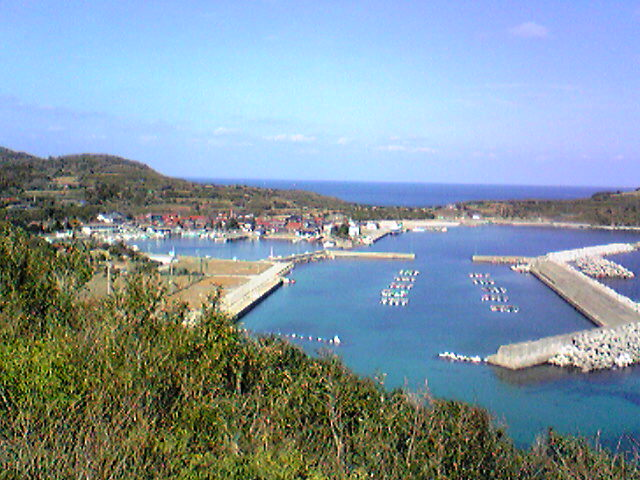

미시마섬(見島)은 일본 혼슈 야마구치현 하기시에 위치해 있는 섬이다.
이 섬은 현무암으로 구성된 화산섬이다.
쓰시마 난류의 영향으로 평균 기온이 주변보다 더 높다.
이 섬의 주요 산업은 수산업이다.